# Saint-Martin-de-Commune
Saint-Martin-de-Commune är en kommun i departementet Saône-et-Loire i regionen Bourgogne-Franche-Comté i östra Frankrike. Kommunen ligger i kantonen Couches som tillhör arrondissementet Autun. År 2022 hade Saint-Martin-de-Commune 100 invånare.

## Befolkningsutveckling
Antalet invånare i kommunen Saint-Martin-de-Commune
| Referens: INSEE |